# Sindalah

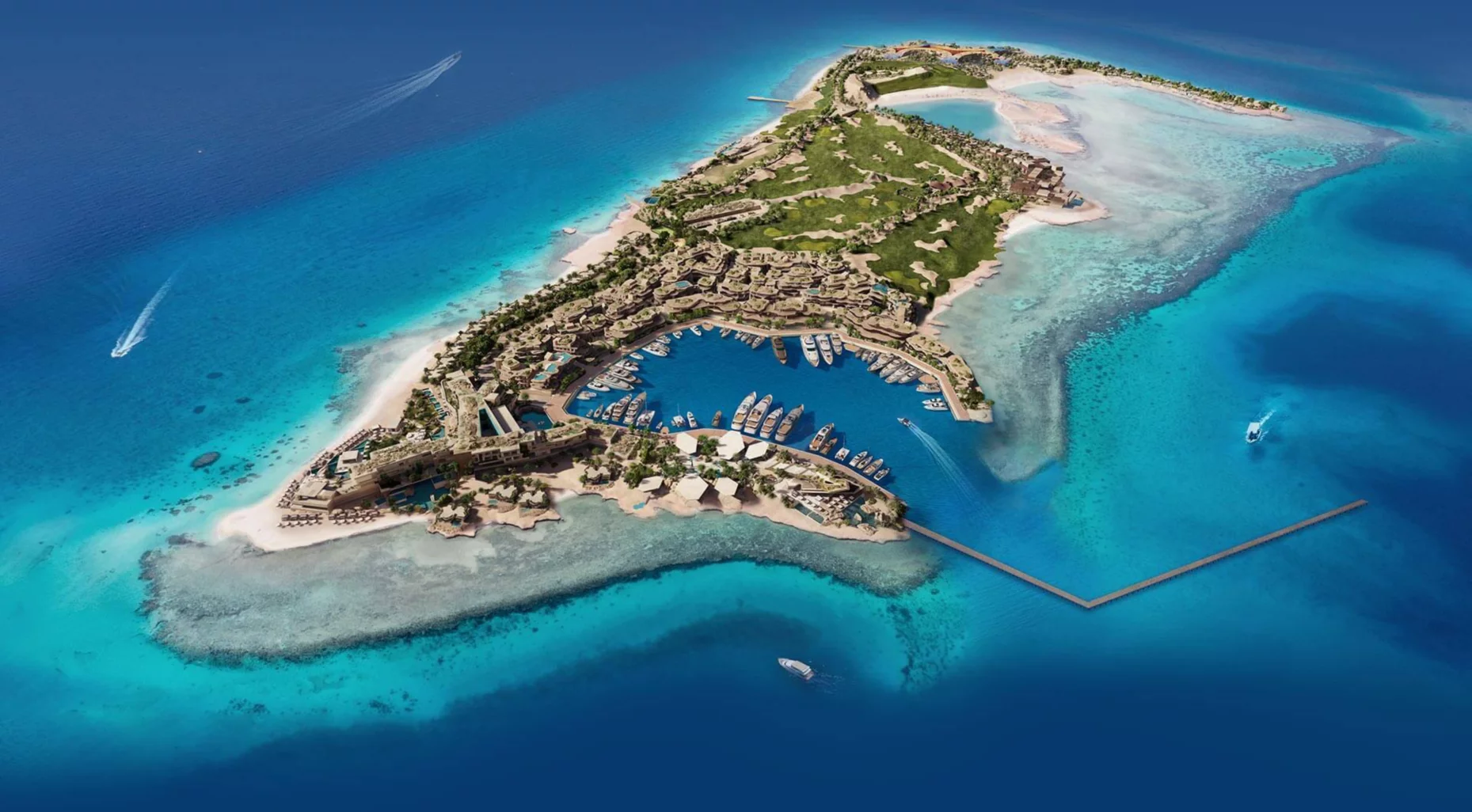
Conceito do projeto completo

Sindalah (estilizado como SINDALAH; em árabe: سندالة) é um destino de luxo em uma ilha na província de Tabuk, na Arábia Saudita. Sindalah é uma das várias regiões anunciadas na cidade de Neom. A ilha cobre uma área total de 840.000 m2 (9 milhões de pés quadrados). Sindalah realizou uma festa de "grande inauguração" em outubro de 2024, três anos após a data de inauguração programada e com um custo de quase 4 mil milhões de dólares, três vezes o seu orçamento inicial.
A ilha de luxo faz parte dos esforços do Vision 2030 da Arábia Saudita para estabelecer uma forte indústria do turismo e espera-se que crie 3.500 empregos. Sindalah pretende atrair 2.400 visitantes por dia até 2028.